# Peste & Sida
Peste & Sida est un groupe de punk rock portugais, originaire de Lisbonne. Formé en 1986, le groupe est très influencé par les Ramones, The Clash, The Jam, Sex Pistols et The Who.

## Biographie
Le groupe est formé à l'été 1986, et donne la même année son premier concert. Ils participent en 1987 au quatrième concours du Rock Rendez-Vous (4º Concurso de Música Moderna do Rock Rendez-Vous). Ils publient entretemps leur premier album au label indépendant Transmédia. Veneno est un album aux airs de punk rock contemporain, largement inspiré par The Clash. Le groupe signe au label PolyGram avant la sortie de leur deuxième album studio, Portem-se bem, en 1989. Dans cet album, le groupe expose une variété d'influences. Le morceau Sol da Caparica, par exemple, est influencé par les Ramones, et Chuta Cavalo se caractérise par des chœurs de football et un rythme rapide. Le groupe jouera en ouverture pour Public Image Ltd. et Xutos & Pontapés. 
En 1989 sort le maxi-single Homem de Sorte, aux airs reggae qui comprend le morceau Reggae Sida en face B. Le groupe publie ensuite un nouvel et troisième album, intitulé Peste & Sida é que é! qui comprend des morceaux comme Vamos ao trabalho, inspiré par les Toy Dolls.
Le groupe fait la couverture médiatique portugaise et apparait occasionnellement à la télévision locale. À ce moment, il est considéré comme un groupe à la notoriété établie. Après leur album Eles Andam Aí publié en 1992, le groupe sort un best-of en 1993 qui ne comprend que des chansons issues de leurs deux derniers albums. Pendant ce temps, les membres se consacrent à une autre groupe parallèle appelé Despe e Siga et donnent, sous ce nom, des concerts dans des petits clubs et bars. Préférant ce nouveau groupe, les membres abandonnent Peste & Sida en 1996, .
Un regain d'intérêt pour Peste & Sida mène à un retour du groupe en 2003. ce retour s'effectue en particulier après la sortie du best-of A Verdadeira História en 2002, par Universal Music Group. En 2011, le groupe retrouve un engouement médiatique dans son pays natal.

## Membres

### Membres actuels
- João Pedro Almendra - chant (depuis 1986)
- João San Payo - chant, basse
- João Alves - chant, guitare
- Sandro Oliveira - chant, batterie

### Anciens membres
- Luís Varatojo - chant, guitare (1986–1996)
- Fernando Raposo - batterie (1991–1994)
- Nuno Rafael - guitare (1990–1996)
- Marco Franco - batterie (1991–1994)
- João Cardoso - claviers
- Sérgio Nascimento - batterie (1994–1996)
- Orlando Cohen - guitare (1986–1989, 2003–2005)

## Discographie
- 1987 : Veneno
- 1989 : Portem-se-Bem
- 1990 : Peste & Sida é Que é!
- 1992 : Eles Andam Aí!
- 1993 : O Melhor dos Peste & Sida (best-of)
- 2002 : A Verdadeira História (best-of)
- 2004 : Tóxico
- 2007 : Cai no Real
- 2009 : Sol da Caparica, na minha bicla (CD-single avec vidéo)
- 2011 : Não há Crise
- 2011 : Bandas Míticas II, Vol. 22 (best-of)